# Der letzte Tycoon
Der letzte Tycoon ist ein US-amerikanischer Liebesfilm aus dem Jahr 1976. Regie führte Elia Kazan, in der Hauptrolle ist Robert De Niro zu sehen. Zu der weiteren Besetzung gehören Tony Curtis, Robert Mitchum, Jeanne Moreau, Jack Nicholson, Ray Milland und Anjelica Huston. Der Film basiert auf dem unvollendeten Roman Der letzte Taikun von F. Scott Fitzgerald.

## Handlung
Der Film handelt von dem erfolgreichen, scheinbar unfehlbaren Hollywood-Produzenten Monroe Stahr. Tagsüber lenkt der „Tycoon“ die Geschicke des Filmgeschäfts, trifft souverän Entscheidungen über Filmstars, Regisseure, Drehbuchautoren und Budgets. Abends kehrt Stahr jedoch in sein luxuriöses Haus zurück, wo er allein mit seinem Diener wohnt. Eines Tages bemerkt er die junge Kathleen Moore, die ihn an eine frühere Freundin erinnert. Er verliebt sich in sie, wird jedoch, von einer leidenschaftlichen Nacht abgesehen, von ihr zurückgewiesen. Stahr leidet unter der Situation, was sich auch in seinem beruflichen Umfeld niederschlägt. Schließlich wird er vom Aufsichtsrat entlassen. Stahr verabschiedet sich von seinem bisherigen Lebensinhalt in seinem Büro – diesmal ganz allein – mit einem Rollenspiel, das er einst einem Drehbuchautor vorgeführt und ihm damit Mut gemacht hat, bessere Drehbücher zu schreiben.

## Kritik
Das Lexikon des internationalen Films urteilte, in dem „Porträt eines mächtigen Hollywood-Studiochefs der 30er Jahre“ sei das „interessante Thema […] verflacht“ worden. Trotz „sehr guter Besetzung, aufwendiger Ausstattung und handwerklichem Können“ fehle dem Film „der letzte Biß [sic]“, sodass der Film „in einer Aneinanderreihung von Episoden“ steckenbleibe.

## Auszeichnung
Der Film war 1977 in der Kategorie Best Art Direction-Set Decoration für einen Oscar nominiert.

## Trivia
Kurz vor Ende des Films ist im Hintergrund der Hollywood-Schriftzug zu sehen, wie er im Produktionsjahr 1976 und auch heute bekannt ist. Da der Film in den 1930er-Jahren spielt, hätte man aber den zunächst erweiterten Schriftzug "Hollywoodland" sehen müssen, der von 1923 bis 1949 installiert war.